# Limnophila acuspinosa
Limnophila acuspinosa là một loài ruồi trong họ Limoniidae. Chúng phân bố ở miền Australasia.